# 伊斯帕諾-西扎HS.820機炮
伊斯帕諾-西扎HS.820（英語：Hispano-Suiza HS.820）是一門由西班牙航空發動機和零部件（包括武器）製造商（曾經是汽車／工程公司）伊斯帕諾-西扎於第二次世界大战以後的時代研製和生產的氣動式機炮，原來主要用於軍用飛機，但更廣泛地作為一系列地面高射炮所用的武器，發射20×139毫米伊斯帕諾機炮炮彈。
1970年，在歐瑞康康特拉韋斯公司收購了伊斯帕諾軍備部門以後，HS.820改稱為歐瑞康KAD，取代了歐瑞康本身生產的KAA和KAB系列武器。
美國生產的型號M139安裝在車輛以上使用。

## 研發歷史與設計
在第二次世界大戰以後的時代所研發的HS.820發射的是在瑞士20×139毫米FMK（和FK 38）的基礎以上加以研發的20×139毫米伊斯帕諾機炮炮彈，並且用以取代以前廣泛使用的HS.404所配用的20×110毫米彈藥。該彈藥為二戰以後歐洲設計的兩種20毫米機炮炮彈之一，另一種就是歐瑞康所研發、並且用於類似用途的20×128毫米彈藥。HS.820達到1,100米／秒（3,608.92英尺／秒）的高初速，以及達到1,000發／分鐘、以當時而言可說高的射速使得它成為了一款強大的武器。儘管如此，不久以後隨即推出的转膛机炮（比如「亞丁」、「德發」）展現出比HS.820更高的性能（更大口徑和／或更高射速），這也意味著HS.820無法像HS.404那樣在航空器以上獲大量採用。
該機炮更廣泛地用作各種、特別是各國海軍所用的防空用途炮架所搭載的武器。伊斯帕諾推出了眾多隨該機炮而研發的各種瞄準系統、供彈和電力迴旋的選裝件。HS.639-B3（後來改稱為GAI-CO1）是一款單裝炮架，由一具75發彈鼓所供彈，但這對於射速如此之高的機炮而言卻是相當嚴重的供彈限制。衍生型包括：HS.639-B4（GAI-CO3），在武器頂部裝上了50發彈鼓；HS.639-B5（GAI-CO6），採用兩具75發彈鼓以延長其可射擊時間。HS 665則是採用相同的彈鼓供彈的三聯裝型。於1970年代中期研發的HS.666A（GAI-DO1），配備兩門HS.820，採用兩具新型的120發彈箱供彈，架設在系統以上共用的、可以與相關的雷達制導火控系統聯結起來的液壓式動力平台以上。
在歐瑞康收購了伊斯帕諾-西扎以後，他們對當前所有武器進行了重新命名。然後HS.820就被改稱為KAD，當中之意是：K意為Kannon（炮）、A則是20毫米，最後D即是第四型號。歐瑞康自身的20×128毫米機炮分別成為了電動型的KAA和型的KAB。
美國所生產的HS.820被命名為M139，為略有修改的版本。它獲美軍用於眾多的载具以上，包括美国陆军的M114裝甲偵察車／裝甲指揮車和海軍陸戰隊的AAV-7A1兩棲車輛，以及命運多舛的MICV-65系列裝甲車；除此以外還有裝在貝爾UH-1「伊洛魁」多用途直升機機艙以內的托盤式槍炮架以上。
20×139毫米伊斯帕諾機炮炮彈亦被廣泛用於各種其他武器，包括萊茵金屬MK 20 Rh-202機炮（毛瑟Mk.20）和F2型20毫米機炮。

## 原來的伊斯帕諾-西扎彈藥
- UIA（HEI（英语：High-explosive incendiary））：彈頭重量為120克，填充的爆裂物達到10克
- RIA（APHEI）：彈頭重量為120克，填充的爆裂物達到4.5克
- RINT（APHC）：彈頭重量為111克，碳化鎢彈芯重達70克

## 資料來源
1. ↑  20 x 139 round (Switzerland), Jane's Ammunition Handbook
2. ↑  "An introduction to collecting 20 mm cannon cartridges" （页面存档备份，存于）, Anthony Williams
3. ↑  A Compendium of Armaments and Military Hardware, Christopher Chant, ISBN 0-7102-0720-4
4. ↑  . Pinterest.   [4 May 2018]. （原始内容存档于2019-02-09） （英语）.

## 附注
1. ↑  A為20毫米、B為23或25毫米、C為30毫米，而D為35毫米。